# 伊斯頓鎮區 (密歇根州)
伊斯頓鎮區（英語：Easton Township）是位於美國密歇根州愛奧尼亞縣的一個行政鎮區。

## 地方資料
伊斯頓鎮區的面積為74.00平方千米，當中陸地面積為73.60平方千米，而水域面積為0.40平方千米。根據2020年美國人口普查的數據，當地共有人口3058人，而人口密度為每平方千米41.3人。